# Silvio Oliboni
Silvio Oliboni (Quinzano, 31 ottobre 1912 – Verona, 20 agosto 1976) è stato un pittore italiano.

## Biografia

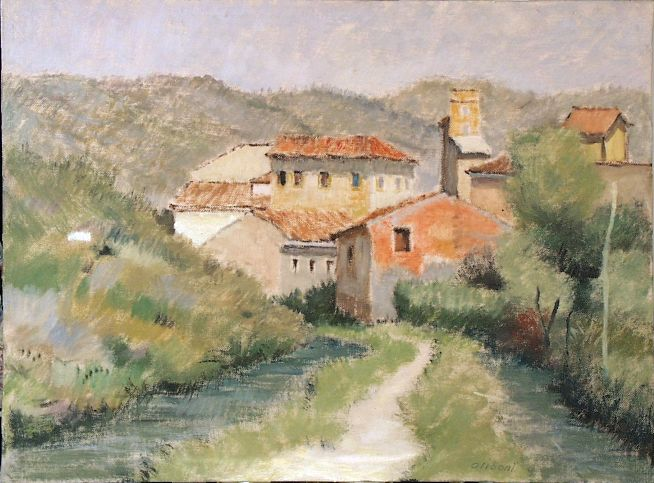
I Mulini - 1968

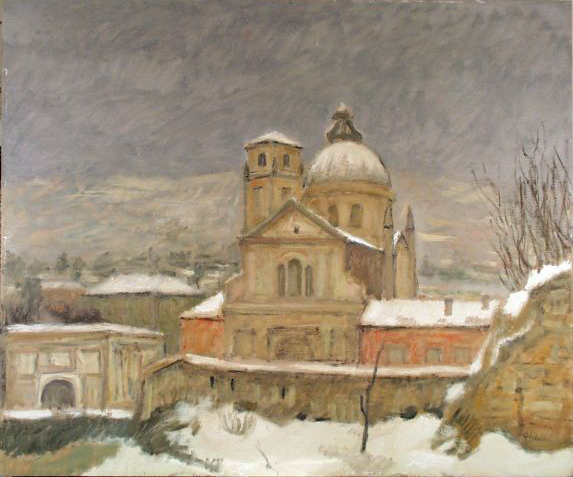
Neve a S. Giorgio in Braida - 1969

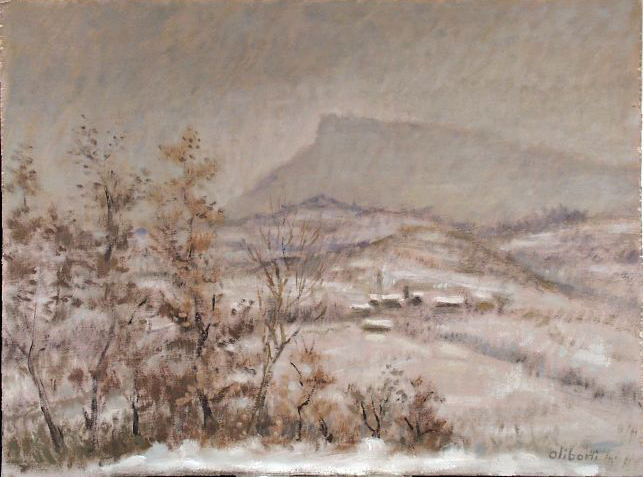
Paesaggio Invernale - 1969

Nasce a Quinzano e all'età di 15 anni circa scopre la sua vocazione pittorica e inizia a dipingere da autodidatta.
Nel 1930, all'età di 18 anni, partecipa al corso di pittura all'Istituto Brenzoni Verona; frequenta successivamente la Scuola di pittura dell'Accademia Cignaroli in Verona, sempre sotto la guida continua e attenta di Antonio Nardi (pittore).
A soli 20 anni, nel 1932 riceve la prima affermazione in campo nazionale alla Mostra Interregionale di Firenze, cui fa seguire un appartato periodo di ricerca e studio anche di carattere formale. Partecipa ad alcune esposizioni collettive.
Nel periodo della Seconda guerra mondiale, si trova ad essere assegnato al Comando Antiaereo operante nel Trentino dove, in una breve pausa, tiene la sua prima mostra personale nel 1944.

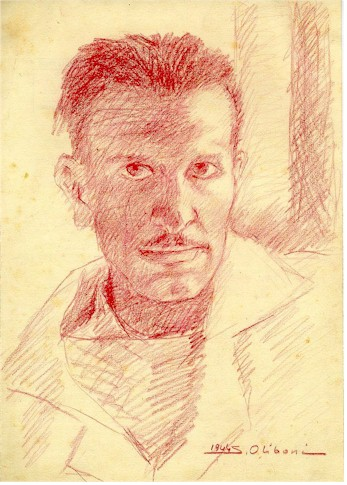
Silvio Oliboni, Autoritratto - 1944

Con la fine della guerra e il ritorno alla occupazione civile (impiegato presso il Catasto come disegnatore) vi è quasi un contrarsi della sua vita artistica, che comunque continua, segnata da alcuni eventi: 1947, mostra personale al Salone del Buon Consiglio di Trento; 1951/53, partecipa alla Biennale Nazionale d'Arte di Verona.
Per circa un ventennio, tra gli anni '50 e '70, il pittore Silvio Oliboni ha un'intensa attività artistica che lo porta a compiere anche alcuni viaggi di ricerca in Italia ed Europa. Nello stesso periodo partecipa a numerose mostre e concorsi artistici di carattere nazionale e internazionale.
Nel 1954 compie un primo viaggio in Germania.
Nel 1959 viene premiato con medaglia d'argento del Re Baldovino al Salon de Bruxelles.
Nel 1963 prende parte alla Mostra Nazionale Città di Caprino Veronese e risulta premiato con medaglia d'oro. Segue un periodo di sempre più intensa attività artistica.
Nel 1966 è in Francia e successivamente in Jugoslavia ove espone alla Rassegna di Arte Contemporanea Veronese a Lubiana.
Negli anni 1967, 1968, 1969 in successione viaggia in Toscana, Puglia ed Inghilterra per un soggiorno e studio. Espone le sue opere in una mostra personale a Richard's Castle nello Shropshire.
Nel periodo 1970-1973 torna in Puglia, ha una vigorosa stagione di attività e di vita artistica, con diverse mostre personali e partecipazione a collettive. Notevole il successo di una sua personale alla Galleria Novelli di Verona nel 1972.
Nel 1974 s'innamora della Spagna nella quale trascorre tutta la primavera e l'estate, trascorrendo lunghi periodi a Granada e nell'Andalusia, affascinato dal suo paesaggio assolato. Espone alla Galleria d'Arte Grifé ed Escoda di Madrid.
Nella primavera del 1975 è di nuovo in Toscana, a San Miniato. Nell'estate è invece a Caorle e sulla foce del Piave.
Nel 1976 torna nuovamente in Spagna dove svolge intensa attività e tiene una sua personale a Madrid. Al suo rientro in Italia muore, dopo breve malattia, a Verona il 20 agosto 1976.

## Critica

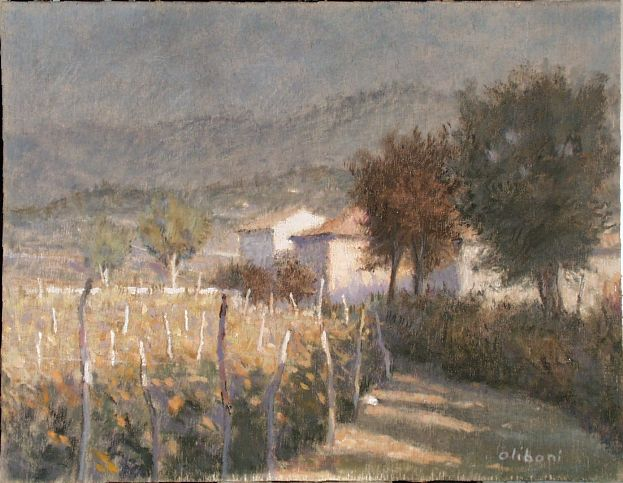
Verso Caprino - 1969

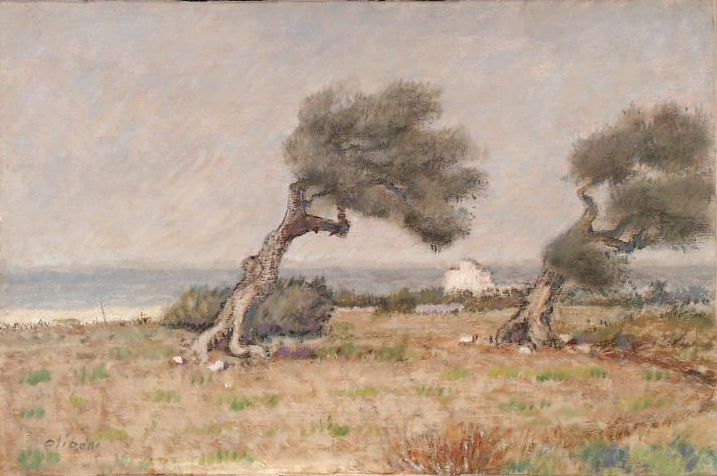
Marina Pugliese - 1970

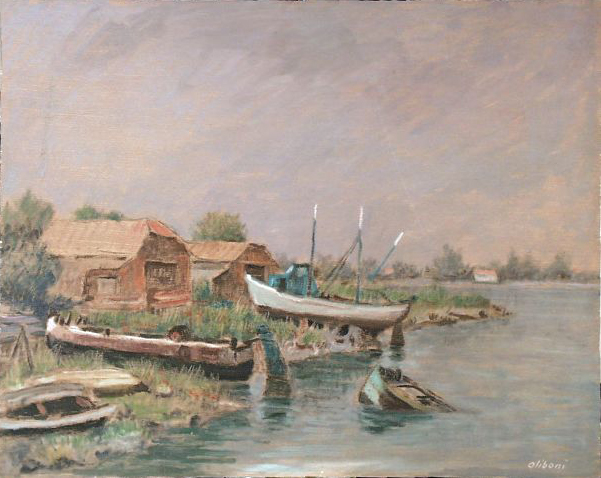
Squero in Laguna - 1972

Silvio Oliboni rimane un esponente di rilievo della pittura tonale veneta della "seconda generazione", quella seguita a Gino Rossi, a Nino Springolo, a Pio Semeghini, a Carlo Dalla Zorza. Proprio a Verona, nella metà del '900, il panorama artistico è in piena fioritura e Oliboni vi si inserisce, validamente accompagnato dalle presenze di Angelo Zamboni, Albano Vitturi, Orazio Pigato, Guido Farina ed Alberto Stringa.
Già anteguerra alcuni paesaggi della prima periferia veronese lo vedono bene inserito nella tradizione preziosa del Post-impressionismo, eppure certe luci diamantine, certe decise annotazioni materiche, lo dimostrano anche ribelle a tanto nobile retaggio. Preparato tecnicamente dalla formidabile scuola di A. Nardi (protagonista del Novecento veronese insieme a Guido Trentini, come lui insegnante all'Accademia di Belle Arti G. Cignaroli), Oliboni, dopo le prime prove spontanee che studiano la pittura dell'Ottocento, trova subito la sua strada vocativa, ma circostanze individuali, o storiche come la guerra mondiale, lo distraggono dal cammino desiderato.
Sono anni difficili, in cui alle traversie collettive egli unisce voglie culturali di novità tanto formali che espressive.
È proprio durante la guerra che incontra l'espressionismo tedesco, restandone affascinato per la concentrazione esistenziale che riesce a creare con la tipica violenza segnica e coloristica.
C'è in ciò anche un riferimento culturale archetipo, nel ricordo del momento della "Secessione di Ca' Pesaro" che tanto seguito aveva avuto a Verona (tramite Casorati che viveva in città) e che fino agli "anni venti" trovò impegnati tutti i veronesi citati, e Nardi il maestro di Accademia.
Se allora i riferimenti erano, a dire il vero, viennesi, non dei tutto estranei potevano sembrare, dopo, quelli provenienti da Monaco o Berlino.
Anche alla fine delle ostilità Oliboni continua a cercare, eseguendo figure e paesaggi incupiti, drammatici. Ogni tanto, però, la "spia" veneta rientra con opere subito luminose e gentili, colme di tenera comprensione per il soggetto, nel raro cadenzare della pittura.
Qualche isolata composizione lo vede dedito all'astrazione distinguendosi nell'occasione per l'eleganza formale, per la chiara risoluzione delle cromie.
Disegna anche molto in quegli anni, come aveva fatto sempre in passato. E alcuni disegni veloci, a matita o a penna, con schizzi dal vero e appunti freschissimi, sono molto spesso le prove più certe degli anni '50.
È all'inizio degli anni '60, ormai libero di dedicarsi solo alla pittura, che ha luogo per intero il suo ritorno maturo alla vocazione originaria, con l'abbraccio definitivo, e propizio, del tonalismo fervido e dolce che tanto distingue, in chiarezza e armonia, la pittura veneta dei '900. Come topografo poeta gira e rigira i primi dintorni della città, la sua campagna profumata, le colline colme di angoli vergini, con possibilità inconfondibili di suggestione.
Va per le valli famose come la Valpolicella, s'incunea nei contrafforti del Garda, per cercare i timidi argenti verdeggianti degli ulivi, o la pura luminosità delle "marogne" a secco che dividono il dorsale delle colline. E tutto rapisce con l'eleganza naturale del suo occhio esperto, del polso fermo e raffinato.
Come un pellegrino va alla fonte del paesaggio veneto, visitando con l'emozione della pittura Burano, la laguna, Chioggia, Venezia, e le isole altre. Ne riporta opere colme di poesia, un sempre più personale modo di visitare il paesaggio e di armonizzarlo nel vivo del suo colore delicato ma pregno di natura: sua sostanza.
Gli ritorna il gusto per la "natura morta" di cui è sintomatico interprete attento ai minimi scarti della luce, alla inquietudine delicata degli interni. Gli ritornano, ora definitive e felici, le figure umane, e, in modo straordinario, i fiori, di cui ricerca contrasti difficili, giocati sui toni neutri, sulle tinte smorzate, e interiori. Grigi e bruni, terre variate, ocre, gialli fecondi anche se mai esclamativi, si fondono con gli azzurri, coi verdi di velluto, coi bianchi che crescono e diminuiscono come le forze comparative della musica in un'orchestra.
Viaggia intensamente. Il Meridione lo affascina malgrado le luci così lontane dalla soffusa dolcezza del suo Veneto; soprattutto in Puglia molto dipinge, perché ritrova in parte negli oliveti e nei vigneti motivi consueti. Le "marine" sono memorie da inseguire con assidua variazione di luce, di angolazione visiva e scenografica. Nel rapporto di luminosità, di chiarori, tra l'acqua e il cielo, ritrova i motivi consueti del Garda, ritrova in ampiezza una libertà panoramica affascinante e promettente.
I quadri dimostrano che la sua ricerca era conveniente e appropriata. Anche in Spagna, in Francia, in Inghilterra, trova occasione culturale ed espressiva: per la pittura, per la sua conoscenza, per occasione di esposizioni cui il pubblico locale e la critica dimostrano interesse e partecipazione.
Il suo provare e riprovare in varietà di luce e di stagioni, la voglia di perfezione, offrono oggi la gamma sorprendente della sua raffinata maturità compositiva: con la certezza di scegliere sintomaticamente le occasioni migliori, di ciò che la bellezza paesaggistica ancora garantisce al viandante che sa guardare e capire.
C'è tutto l'appartato gestire dei veneti, con la scabra forza del linguaggio e dei sentimenti, nelle pennellate sensibili e sodali, che gremiscono la superficie dei suoi dipinti. Sono le note inconfondibili di una poesia colorata che, se tradisce l'emozione vissuta, sempre la controlla nella ferma moralità della sua destinazione partecipante l'immagine in pudica narrazione figurativa.

## Bibliografia

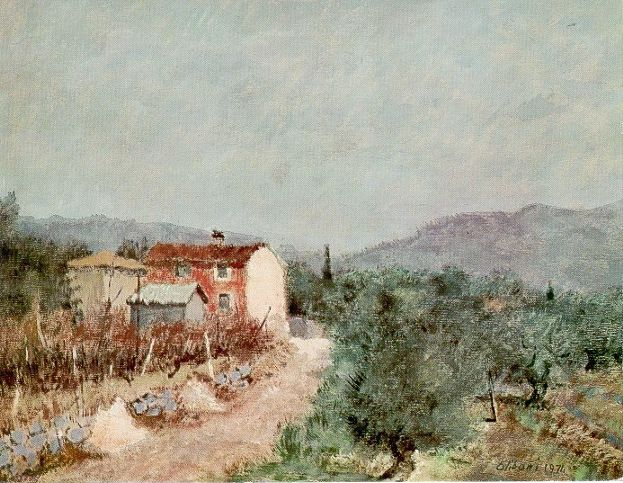
Gaiun - 1973

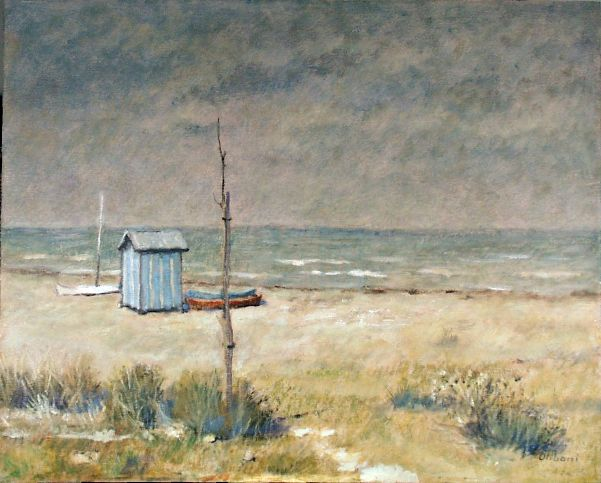
Spiaggia Pugliese - 1973

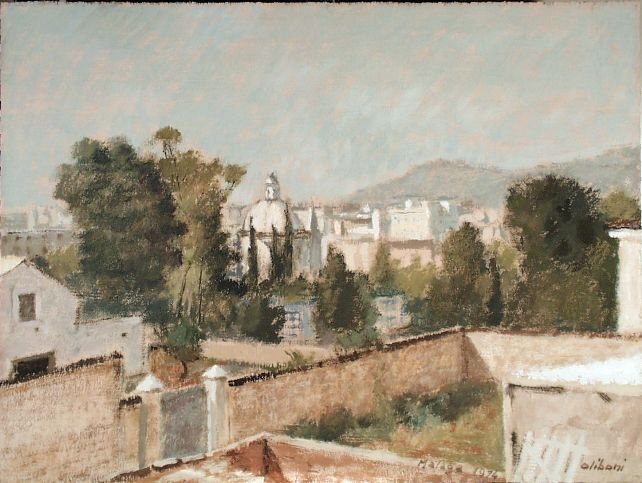
Malaga - 1974